# Dolores Abbiati

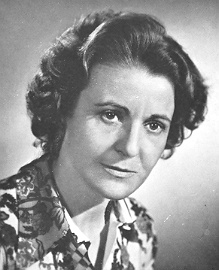
Dolores Abbiati

Dolores Abbiati Greco Casotti (* 17. März 1927 in Brescia; † 11. Juni 2001 ebenda) war eine italienische Politikerin des Partito Comunista Italiano (PCI), die zwischen 1968 und 1972 Mitglied des Senato della Repubblica war, des Senats des italienischen Parlaments, sowie von 1972 bis 1979 Mitglied der Camera dei deputati war, der Abgeordnetenkammer.

## Leben
Dolores Abbiati Greco Casotti war die Tochter von Luigi Abbiati, war einer der Gründer der Kommunistischen Partei Italiens, und dessen Ehefrau Antonia „Nini“ Oscar. Kurz nach ihrer Geburt wurde ihr Vater 1927 festgenommen und lebte daraufhin mit der Familie, zu der auch ihr älterer Bruder Franco Abbiati gehörte, in der Konfination in Lipari auf Sizilien. Die Familie kehrte 1933 zum ersten Mal nach Norditalien zurück, wo der Vater 1937 aber erneut festgenommen und zunächst mit der Familie in Ponza sowie dann auf den Tremiti-Inseln interniert wurde. 1943 zog sie mit ihrem Bruder Franco Abbiati ins Ossolatal, um am Widerstand, der Resistenza, teilzunehmen. Sie wurde als Partisanin mit dem Kampfnamen „Lola“ in der Brigate Garibaldi eingesetzt, während Franco Abbiati  mit der Bronzemedaille für militärische Tapferkeit ausgezeichnet wurde.
Nach dem Krieg trat Dolores Abbiati den kommunistischen Jugendorganisationen bei und war von 1960 bis 1966 Sekretärin der Textilgewerkschaft innerhalb des Nationalen Gewerkschaftsverbandes CGIL (Confederazione Generale Italiana del Lavoro). Bei den Parlamentswahlen am 19. Mai 1968 wurde sie für den Partito Comunista Italiano erstmals zum Mitglied des Senato della Repubblica gewählt, des Senats des italienischen Parlaments. In der darauf folgenden fünften Legislaturperiode fungierte sie am 5. Juni 1968 als provisorische Sekretärin des Senatspräsidiums und zwischen dem 6. Juni 1968 und dem 24. Mai 1972 als Sekretärin der PCI-Fraktion und war vom 5. Juli 1968 bis zum 30. September 1971 zunächst Mitglied sowie im Anschluss zwischen dem 1. Oktober 1971 und dem 24. Mai 1972 Sekretärin des Ständigen Ausschuss für Arbeit, Auswanderung und soziale Sicherheit (10ª Commissione permanente (Lavoro, emigrazione e previdenza sociale)).
Bei Parlamentswahlen am 7. Mai 1972 wurde sie für die KPI im Wahlkreis Brescia zum ersten Mal Mitglied der Camera dei deputati, der Abgeordnetenkammer des Parlaments. Während der darauf folgenden sechsten Legislaturperiode war sie zwischen dem 25. Mai 1972 und dem 4. Juli 1976 Mitglied sowie vom 21. November bis zum 4. Juli 1976 auch Sekretärin des Ausschusses für Hygiene und öffentliche Gesundheit (XIV Commissione (Igiene e Sanita’ Pubblica)). Nach ihrer Wiederwahl bei den Parlamentswahlen am 20. Juni 1976 war sie in der siebten Legislaturperiode zwischen dem 27. Juli 1976 und dem 19. Juni 1979 Vize-Vorsitzende des Ausschusses für Hygiene und öffentliche Gesundheit.